# Henning Pertiet
Henning Pertiet (* 1965 in Hamburg) ist ein Boogie Woogie und Blues-Pianist, -gitarrist und Sänger, zudem (freier) Improvisator, dessen Einflüsse von Axel Zwingenberger, Vince Weber, Meade Lux Lewis, Albert Ammons über Otis Spann bis hin zu modernen Jazzpianisten wie Thelonious Monk, Keith Jarrett, Esbjörn Svensson u. v. a. reichen. Von 1993 bis 1996 war er festes Mitglied in der österreichischen Mojo Blues Band.

## Leben und Wirken
Pertiet wurde in Hamburg geboren und wuchs in Wohltorf und Reinbek (bei Hamburg) auf. Im Alter von 23 Jahren entdeckte er zunächst das Boogie Woogie-Piano für sich. Eine Schallplatte von Axel Zwingenberger begeisterte ihn derart, dass er fortan alles daran setzte Boogie-Pianist zu werden. Durch den Kontakt zur Hamburger Musikszene und den dort lebenden Pianisten Axel Zwingenberger, Jo Bohnsack, Joja Wendt und Gottfried Böttger, ein Onkel von Henning Pertiet, konnte er die Grundlagen dieser Musik direkt von jenen lernen, die er bewunderte. Zunächst war er solistisch und im Trio tätig.
Auf Empfehlung Zwingenbergers stieß Pertiet auf die Mojo Blues Band aus Wien. Im Sommer 1993 wurde er Mitglied dieser Formation und tourte vier Jahre als Bandpianist durch ganz Europa. In dieser Zeit wurden zwei Alben eingespielt (live und im Studio). 1996 veröffentlichte er sein erstes Soloalbum. Dabei wurde er teilweise vom damaligen Schlagzeuger der Mojo Blues Band Peter Müller und dem damaligen Bassisten Dani Gugolz unterstützt. Zugleich ist dieses Album der Wiedereinstieg als Solopianist. 1999 folgte das zweite Soloalbum. Pertiet ist in Deutschland, Österreich und der Schweiz gemeinsam mit Axel Zwingenberger, Vince Weber, Martin Pyrker, Abi Wallenstein, Henry Heggen, Jeanne Carroll, Red Holloway, Louisiana Red, Jan Harrington, Little Willie Littlefield, Frank Muschalle, Tibor Grasser, B. B. & The Blues Shacks und vielen anderen aufgetreten.
2003 folgte die dritte CD-Produktion Pertiets unter eigenem Namen, diesmal unterstützt vom Berliner Drummer Michael Maass: Boogie Woogie Live 2003. Hier sind erstmals Einflüsse neuerer Musikstile des Jazz oder auch Elemente der Rockmusik zu hören. Pertiet hat seitdem an der stilistischen Erweiterung seiner Musik gearbeitet und sich intensiv mit Modern Jazz und Klassik freier Improvisation beschäftigt. 2004 gründete er ein Trio mit Klavier, Bass und Schlagzeug. Im Dezember 2005 erschien ein repräsentativer Auszug des Repertoires auf CD, Boogie Woogie And Blues Variety. Im Mai 2006 tourte das Trio mit Red Holloway als Gast u. a. mit Auftritten auf dem Bluesfest Ingolstadt und im Birdland (Hamburg). Im selben Jahr gründete er das Duo The Fabulous Boogie Duo mit Schlagzeuger Andreas Bock, zuvor Mitglied von B. B. & The Blues Shacks, mit dem er ein Album bei Stormy Monday Records veröffentlichte. 2012 erschien, ebenfalls bei Stormy Monday Records, die CD Masterpieces Vol. 1.
Neben der Beschäftigung mit Blues und Boogie Woogie-Piano spielt Pertiet Gitarre, diverse Keyboards und benutzt Grooveboxen und Synthesizer in seinem Studio-Projekt Teitreph. Seit Sommer 2013 spielt er regelmäßig frei improvisierte Orgelkonzerte und hat bei und mit der Plattenfirma ifo-classics.de eine CD mit improvisierter Orgelmusik veröffentlicht, aufgenommen auf der Romantischen Orgel im Verdener Dom. Begleitend dazu erschien in Ausgabe 1/2015 im Organ Journal (Schott Verlag) ein mehrseitiges Porträt des Organisten Henning Pertiet.
Als freier Improvisator veröffentlicht wurden zudem 2013 Solo Improvisation und 2016 der Mitschnitt eines Konzertes zusammen mit der Wuppertaler Akkordeonistin Ute Völker.
2018 veröffentlichte Pertiet zusammen mit Kai Niggemann als GRAT die CD Chaosmagic. Beide Musiker spielen auf diesem Album Buchla 200e Synthesizer. Die CD erschien auf der Longlist zum Deutschen Schallplattenpreis.
2019 erschien zum 30-jährigen Jubiläum als Blues- und Boogie-Woogie-Pianist eine Jubiläums-Doppel-CD mit einem repräsentativen Querschnitt der zuvor veröffentlichten Tonträger (u. a. mit Mojo Blues Band, Gottfried Böttger, Henry Heggen u. a.). Außerdem 12 Titel, die bei Livekonzerten 2019 mitgeschnitten wurden, zusammen mit Abi Wallenstein (4 Stücke) und Dani Gugolz (Bass, Vocals) und Peter Müller (Drums) (8 Stücke). Die CD erntete großes Lob von Kollegen und Kritikern.

„Die CD zeigt ein beeindruckes Lebenswerk“

„Die CD ist überragend“

„… schließlich gilt er als einer der tonangebenden Boogie- & Blues-Virtuosen Europas“

Im Januar 2024 ist zum 35-jährigen Jubiläum die Doppel-CD Best Of 35 Years in Blues & Boogie Woogie erschienen, mit etlichen Solo-Piano-Boogie und Blues-Stücken, vielen Klassikern des Blues & Boogie mit Gesang (hier singt Pertiet das erste Mal auf CD selbst) und einigen Stücken, bei denen er selbst Gitarre spielt und singt.
Im Jahre 2011 wurde Henning Pertiet für den German Blues Award in den Kategorien Solo/Duo und Piano nominiert. Ebenfalls wurde er für die German Blues Challenge nominiert. 2017 erhielt er den German Blues Award.

## Diskografie
- 1993: Blues Roll On! – Henning Pertiet & Mojo Blues Band, EMI Austria
- 1996: Rhythm & Blues Party (live) – Henning Pertiet & Mojo Blues Band, EMI Austria
- 1996: Boogie Woogie – Henning Pertiet solo, Red Spider Records
- 1999: My Style – Henning Pertiet solo
- 2000: Blues Parade 2000 – Henning Pertiet & Mojo Blues Band, EMI Austria
- 2004: Live 2003 – Henning Pertiet & Micha Massa, Stormy Monday Records
- 2005: Boogie Woogie And Blues Variety – Henning Pertiet Trio, Styx Records
- 2009: The Fabulous Boogie – Henning Pertiet & Andreas Bock, Stormy Monday Records
- 2011: Masterpieces Vol. 1 – Henning Pertiet solo, Stormy Monday Records
- 2012: *Classics* The Very Best Of 25 Years In Boogie & Blues Piano – Henning Pertiet feat. Mojo Blues Band, Gottfried Böttger, Micha Maass, Red Holloway u. a., Stormy Monday Records
- 2013: Solo Piano Improvisations/Freeform Improvisations – Henning Pertiet solo
- 2014: b.live – Heggen, Maass, Pertiet, Styx Records
- 2016: Blues & Boogie-Piano Solo (live) – Henning Pertiet solo
- 2017: Family Boogie – Gottfried Böttger und Henning Pertiet (Gottfried Böttgers letzte CD-Veröffentlichung), Stormy Monday Records
- 2019: Best Of 30 Years in Blues & Boogie Woogie – Henning Pertiet feat. Mojo Blues Band, Gottfried Böttger, Micha Maass, Red Holloway u. a., Stormy Monday Records
- 2024: Music is my Business/35 years of Blues & Boogie Woogie – Henning Pertiet solo